# Amintas II

Amintas II (griego antiguo Ἀμύντας, Amýntas)  Micros (el pequeño) fue un rey de Macedonia de la dinastía argéada.
Se ignora su relación dentro de la dinastía, pero es probable que fuera hijo de Menelao, hijo del rey Alejandro I de Macedonia.
Tras la muerte de Aéropo II/Arquelao II (394/393 a. C.), tomó la corona frente a Pausanias, hijo de Aéropo II, creyendo tener mayor derecho al trono que este, quien a fin de cuentas era el hijo de un usurpador. Fue asesinado por Derdas, un príncipe de Lincestis.
Las investigaciones actuales aceptan la versión de Diodoro Sículo que le atribuyen la paternidad de Ptolomeo de Aloro, casado con una hija de Amintas III, y que fue regente de los hijos de este, Alejandro I de Macedonia y Pérdicas III, quien lo asesino en el 365 a. C.